# Obereopsis togoensis
Obereopsis togoensis là một loài bọ cánh cứng trong họ Cerambycidae.